# 旅路 (ブドウ)
旅路（たびじ）は、ブドウの品種。北海道の 小樽市発祥とされる。
余市町で栽培されている。また仁木町でも栽培されている。
かつては、小樽市の塩谷で見つかったブドウということで「紅塩谷」と呼ばれていた。その後、塩谷を舞台にしたNHKの朝ドラの名前「旅路」にちなんで「旅路」と呼ばれるようになったという説がある。

## 特徴
- グズベリのような縞模様が特徴[1]。
- 食味が良い[3]。
- 種なし[3]。
- 和柑橘や生姜を思わせる華やかな香り[1]。
- ワイン用ブドウとしても用いられる[1][4]。